# Sukasari (Rumpin)
Sukasari is een bestuurslaag in het regentschap Bogor van de provincie West-Java, Indonesië. Sukasari telt 11.080 inwoners (volkstelling 2010).